# Matutinus ion
Matutinus ion är en insektsart som först beskrevs av Ronald Gordon Fennah 1964.  Matutinus ion ingår i släktet Matutinus och familjen sporrstritar. Inga underarter finns listade i Catalogue of Life.